# Marian Nowak (duchowny)
Marian Walerian Nowak (ur. 7 maja 1955 w Tomaszowie Lubelskim, zm. 16 sierpnia 2025 w Lublinie) – polski duchowny katolicki, teolog i pedagog, profesor nauk humanistycznych, nauczyciel akademicki Katolickiego Uniwersytetu Lubelskiego Jana Pawła II.

## Życiorys
W 1980 ukończył studia teologiczne na KUL na podstawie pracy magisterskiej napisanej pod kierunkiem Czesława S. Bartnika pt. „Religijny sens dziejów według Hugona Kołłątaja". W tym samym roku uzyskał święcenia kapłańskie. W 1988 ukończył studia specjalistyczne na Papieskim Uniwersytecie „Salesianum" w Rzymie. Uzyskał tam stopień doktora nauk pedagogicznych na Wydziale Nauk o Wychowaniu. Po powrocie do Polski rozpoczął wykłady z pedagogiki na Wydziale Teologii i Wydziale Nauk Społecznych KUL. Od 1991 pracownik KUL. W latach 1977–2002 był wychowawcą, prorektorem i rektorem w Wyższym Seminarium Duchownym w Lublinie. W 1999 na Wydziale Studiów Edukacyjnych Uniwersytetu Adama Mickiewicza w Poznaniu na podstawie dorobku naukowego oraz rozprawy pt. Podstawy pedagogiki otwartej uzyskał stopień doktora habilitowanego nauk humanistycznych w zakresie pedagogika – pedagogika ogólna. Prezydent RP nadał mu w 2013 tytuł profesora nauk społecznych.
1 października 2016 został profesorem zwyczajnym KUL.
Na KUL pełnił m.in. następujące funkcje: dyrektor Instytutu Pedagogiki (2000–2008 i od 2012), kierownik Katedry Pedagogiki Ogólnej KUL (od 2000), prodziekana WNS KUL ds. studenckich (2008–2012).
W 2019 został członkiem Rady Doskonałości Naukowej I kadencji.
Zmarł 16 sierpnia 2025 roku w wieku 70 lat w Lublinie.